# 魚見塚展望台

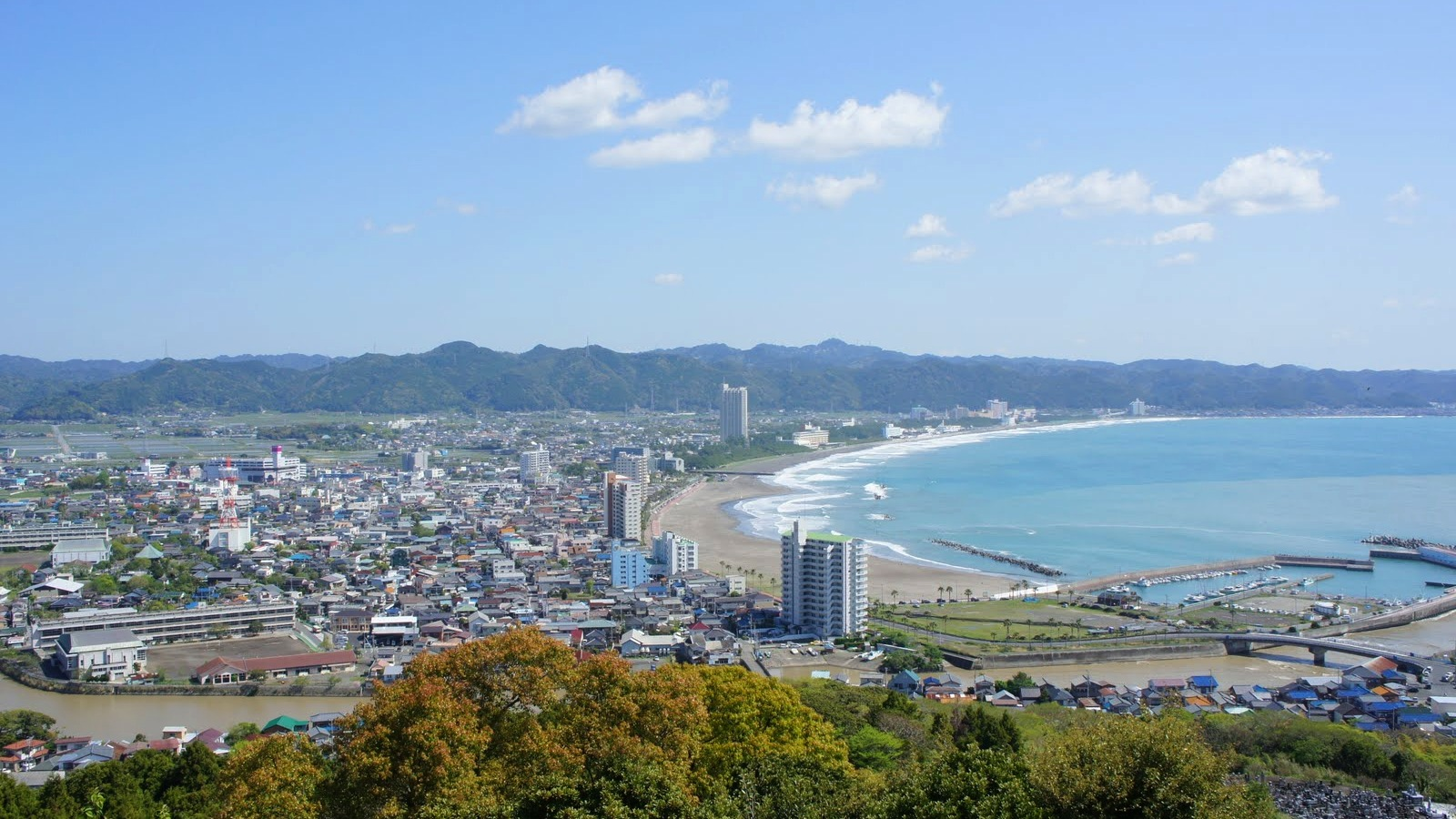
魚見塚展望台から望む鴨川市街地

魚見塚展望台（うおみづかてんぼうだい）は、千葉県鴨川市魚見塚一戦場公園内の展望台である。

## 概要
嶺岡山系東端の海抜約110メートル地点に女神像「暁風」が建っており、前原海岸や鴨川松島、仁右衛門島などとともに、鴨川市街が一望できる。2階展望デッキには蓄光タイルが散りばめられているため、午後9時から1時間程度、展望台のライトアップを行っている。

## 由来
この展望台が位置している丘は、古くより漁師たちが沖の魚を見張っていた場所として「魚見塚」と名付けられた。

## 詳細情報
- 営業時間 - 終日（女神像のライトアップは午後10時まで）
- 料金 - 無料

## 誓いの丘
魚見塚展望台では、長谷川昴の作品、女神像「暁風」の前で恋人同士が誓いをし、その証として鍵をかけると「幸せが未来へ続く」と言われ愛が成就すると伝えられていることから「誓いの丘」とも呼ばれている。2012年3月にリニューアルされた。誓いの鍵は鴨川市内の観光施設、土産屋、ホテルや旅館等で販売されている。

## 交通
- 公共交通機関
  - JR外房線 安房鴨川駅下車、バスにて10分
- 駐車場
  - 無料駐車場あり（10台程度）

## 登場作品
- 輪廻のラグランジェ[3][4] - 第1期最終話と『season2』第8話で、主人公のまどかたちが訪れて誓いを立てる。